# Sprechspruch
Der Sprechspruch (mittelhochdeutsch spruch „nicht gesungenes Gedicht“), auch Reimrede, ist im Mittelalter ein sachlich lehrhafter, moralisierender und unpersönlicher Sprechvers in vierhebigen Reimpaarversen ohne Stropheneinteilung.
Hauptvertreter des Sprechspruchs waren Freidank (Bescheidenheit, um 1230) und Peter Suchenwirt, im 14. Jahrhundert Heinrich der Teichner.